# Liste der Geotope in Karlsruhe
Diese sortierbare Liste der Geotope in Karlsruhe enthält die Geotope des baden-württembergischen Stadtkreises Karlsruhe, die amtlichen Bezeichnungen für Namen und Nummern sowie deren geographische Lage. Die Geotope sind im Geotop-Kataster Baden-Württemberg dokumentiert und umfassen Aufschlüsse von Gesteinen, Böden, Mineralien und Fossilien sowie besondere Landschaftsteile.

## Liste
Im Stadtkreis sind 12 Geotope (Stand 29. April 2020) offiziell vom Landesamt für Geologie, Rohstoffe und Bergbau (LGRB) ausgewiesen:
| Steckbrief Nr. (PDF) | Name                                                                                            | Geotoptyp  | Gemeinde/Stadt, Gemarkung      | Koordinaten                     | Bild | Bemerkungen |
| -------------------- | ----------------------------------------------------------------------------------------------- | ---------- | ------------------------------ | ------------------------------- | ---- | --- |
| 1994                 | Weingartener Moor-Bruchwald                                                                     | Moor       | Karlsruhe Gemarkung Grötzingen | 49° 2′ 15,7″ N, 8° 30′ 11,4″ O  |      | Geologische Einheit: Quartär Status: mit geschützt (NSG Weingartener Moor-Bruchwald Grötzingen)                 |
| 1995                 | Steinbruch Schollenacker                                                                        | Aufschluss | Karlsruhe Gemarkung Durlach    | 48° 58′ 58,8″ N, 8° 28′ 0,3″ O  |      | Geologische Einheit: Oberer Buntsandstein Status: geschützt (Naturdenkmal Steinbruch Schollenacker)             |
| 1996                 | Eingangspartie zum ehem. Steinbruch Silzberg (Mülldeponie NE von Grötzingen) beim ehem. Brecher | Aufschluss | Karlsruhe Gemarkung Durlach    | 49° 1′ 7,9″ N, 8° 30′ 42,6″ O   |      | Geologische Einheit: Oberer Muschelkalk                                                                         |
| 1997                 | Aufg. Steinbruch Lerchenberg                                                                    | Aufschluss | Karlsruhe Gemarkung Durlach    | 48° 59′ 18,7″ N, 8° 29′ 5,8″ O  |      | Geologische Einheit: Oberer Buntsandstein Status: geschützt (Naturdenkmal Auf dem Lerchenberg - Im Rosengärtle) |
| 1998                 | Aufg. Steinbruch Rittnertstr. 107-117                                                           | Aufschluss | Karlsruhe Gemarkung Durlach    | 48° 59′ 25,3″ N, 8° 29′ 29,3″ O |      | Geologische Einheit: Übergang Oberer Buntsandstein/ Unterer Muschelkalk                                         |
| 1999                 | Aufg. Steinbruch Rotenbüschle N von Grünwettersbach                                             | Aufschluss | Karlsruhe Gemarkung Durlach    | 48° 57′ 44,2″ N, 8° 28′ 7,3″ O  |      | Geologische Einheit: Oberer Buntsandstein                                                                       |
| 2000                 | Wegböschung an der Abzw. zur Mülldeponie ca. 2000 m NE von Grötzingen                           | Aufschluss | Karlsruhe Gemarkung Durlach    | 49° 1′ 35,1″ N, 8° 30′ 42,8″ O  |      | Geologische Einheit: Unterer Muschelkalk                                                                        |
| 2001                 | Straßenböschung an der Straße zur Mülldeponie ca. 1600 m NE von Grötzingen                      | Aufschluss | Karlsruhe Gemarkung Durlach    | 49° 1′ 22,7″ N, 8° 30′ 34,6″ O  |      | Geologische Einheit: Übergang Unterer Muschelkalk/ Oberer Muschelkalk                                           |
| 2002                 | Aufg. Steinbruch S von Durlach                                                                  | Aufschluss | Karlsruhe Gemarkung Durlach    | 48° 58′ 59,3″ N, 8° 28′ 1,6″ O  |      | Geologische Einheit: Oberer Buntsandstein                                                                       |
| 2003                 | Böschung beim Park- und Grillplatz S von Durlach an der B 3 nach Hohenwettersbach               | Aufschluss | Karlsruhe Gemarkung Durlach    | 48° 58′ 48,9″ N, 8° 27′ 54,3″ O |      | Geologische Einheit: Grenzbereich Oberer Buntsandstein/ Unterer Muschelkalk                                     |
| 2004                 | Aufg. Steinbruch am SE-Ortsausgang von Hohenwettersbach Richtung Batzenhof                      | Aufschluss | Karlsruhe Gemarkung Durlach    | 48° 57′ 48,7″ N, 8° 29′ 0,8″ O  |      | Geologische Einheit: Metatexite                                                                                 |
| 2005                 | Aufg. Steinbruch am südl. Ortsende von Wettersbach                                              | Aufschluss | Karlsruhe Gemarkung Durlach    | 48° 57′ 10,8″ N, 8° 27′ 53,9″ O |      | Geologische Einheit: Oberer Buntsandstein                                                                       |